# Gottfried von Nostitz-Drzewiecky
Pour les articles homonymes, voir Nostitz et Drzewiecki.
Gottfried von Nostitz-Drzewiecky (né le 19 août 1902 à Dresde, mort le 13 avril 1976 à Gauting) est un diplomate allemand.

## Biographie
Nostitz étudie le droit à l'université de Fribourg-en-Brisgau, où Hans von Kageneck est l'un de ses camarades de classe, et à Munich. En 1927, il entre dans la diplomatie. Après avoir passé l'examen diplomatique et consulaire, il est d'abord employé comme attaché à l'Office des Affaires étrangères à Berlin.
De 1934 à 1938, Nostitz est membre de la légation allemande à Vienne, dirigée par l'envoyé spécial d'Hitler Franz von Papen, en tant que secrétaire de la légation. Il est ensuite conseiller de légation à l'Office des Affaires étrangères, où il est principalement chargé des questions de protocole. En 1940, Nostitz est affecté au consulat d'Allemagne à Genève, en tant que vice-consul chargé des affaires militaires du consulat, où il restera jusqu'à la fin de la guerre. Malgré l'âge de Nostitz et de bonnes critiques qu'il a reçues de ses supérieurs, il ne s'agit pas d'une promotion claire pour Nostitz ; il déclarera plus tard qu'on lui avait discrètement fait comprendre que le service du personnel n'avait pas osé le proposer pour une promotion à l'étranger au ministre Joachim von Ribbentrop, parce qu'il était considéré comme politiquement peu fiable.
En mars 1946, Nostitz retourne en Allemagne, où il vit avec ses parents, installés en Bavière. La procédure de dénazification de Nostitz en 1947 devant le tribunal de Wolfratshausen se conclut par un classement dans le groupe V "Soulagé" et par la déclaration expresse que Nostitz, malgré son appartenance au NSDAP et son appartenance aux SS, dont il était un membre bienfaiteur, et qu'il fut un opposant au régime nazi dans le NSKK et avait activement participé à la résistance. Entre autres, les veuves Helmuth James von Moltke, Adam von Trott zu Solz et d'autres membres dirigeants du complot du 20 juillet 1944 confirment que Nostitz avait transmis des informations sur l'évolution de la politique étrangère à ces hommes depuis la Suisse. D'autres témoins, comme le Suisse Carl Jacob Burckhardt et le futur président du Bundestag Eugen Gerstenmaier, confirment l'attitude humaine, qui allait à l'encontre des objectifs politiques du gouvernement nazi, dont Nostitz avait fait preuve à son poste à l'étranger : Il prolonge les passeports des Juifs qui avaient fui l'Allemagne vers la Suisse au consulat de Genève, bien que cela soit interdit par le règlement d'application des lois raciales de Nuremberg, et leur épargne ainsi des ennuis avec les autorités suisses.
De 1947 à 1950, Eugen Gerstenmaier l'emploie comme consultant au bureau central de l'organisation de secours EKD à Stuttgart. En 1950, Nostitz est admis au service diplomatique de la République fédérale d'Allemagne en tant que conseiller de légation. De 1953 à 1957, il est employé comme conseiller à la mission diplomatique allemande à La Haye, après quoi il est nommé consul général à Sao Paulo de 1957 à 1964.  De 1964 à 1967, Nostitz est finalement ambassadeur d'Allemagne au Chili.
En avril 2016, le ministre fédéral des Affaires étrangères Frank-Walter Steinmeier reconnaît que le ministère fédéral des Affaires étrangères et le personnel de l'ambassade de l'époque avaient négligé la colonie Dignidad pendant des années, que des années 1960 aux années 1980, les diplomates allemands ont au mieux fermé les yeux, du moins ils ont clairement fait trop peu pour protéger leurs compatriotes dans cette colonie.